# The Demon Haunted World
The Demon Haunted World is het officiële debuutalbum van Under the Dome uit 1998. Eerder had Under the Dome zelf twee albums uitgebracht; deze zijn niet meer te koop. Ook The Demon Haunted World is alleen nog in een downloadversie of cd-r te krijgen. Under the Dome behoorde destijds tot de nieuwe lichting binnen de Berlijnse School voor elektronische muziek en men vond het binnen het genre een belofte. Die belofte is niet uitgekomen. De tijdsduur die verstreek tussen de albums was te lang om een echte schare fans op te bouwen. Het genre elektronische muziek bevond zich toch al in de marge van de popmuziek en als dan de albums onregelmatig verschenen, verdween de band uit het zicht. Het album is opgenomen in Dundee.

## Musici
- Grant Middelton – toetsinstrument en, elektronica
- Colin Anderson – toetsinstrumenten, gitaar

## Tracklist
| Nr. | Titel                                        | Duur  |
| --- | -------------------------------------------- | ----- |
| 1.  | Flüssiger Vier-Takter (Anderson / Middleton) | 8:34  |
| 2.  | The Aeon’s Day (Middleton)                   | 22:28 |
| 3.  | The Bridge (Middleton)                       | 13:35 |
| 4.  | Hell (Middleton)                             | 24:00 |